# قدیسان بوندوک
قدیسان بوندوک (انگلیسی: The Boondock Saints) یک فیلم اکشن و دلهره‌آور انتقام‌جویانه آمریکایی محصول سال ۱۹۹۹ به کارگردانی تروی دافی است.
اکران سینمایی فیلم به‌طور قابل توجهی تحت تأثیر قتل‌عام دبیرستان کلمباین قرار گرفت، که فقط دو هفته قبل از نمایش آزمایشی رخ داد. در میان نگرانی‌ها مبنی بر اینکه فیلم الهام‌بخش جنایات کپی‌کننده باشد، در ۲۱ ژانویه ۲۰۰۰ تنها در پنج سینما در سراسر ایالات متحده اکران شد. در نتیجه، این فیلم با شکست در گیشه مواجه شد و نقدهای منفی از سوی منتقدان دریافت کرد، با انتقادهایی که هدف آن تمجید از عدالت و خشونت هوشیارانه بود. با وجود این، فیلم از طریق شفاهی و انتشار ویدیوی خانگی آن به یک فیلم کلاسیک کالت تبدیل شد و در نهایت ۵۰ میلیون دلار فروش داشت.
در سال ۲۰۰۶ یک نمایش مجدد موفق در سینما منجر به دنباله‌ای به نام قدیسان بوندوک ۲ شد که فلنری، ریدوس، کانولی و روکو دوباره نقش‌های خود را بازی کردند و دافو یک ظاهر کوتاه نامشخص داشت. در یال ۲۰۰۳ مستندی دربارهٔ ساخت این فیلم نیز منتشر شد. فیلم سوم در حال حاضر در حال توسعه است.

## خلاصه داستان
برادران ایرلندی «مک منوس»، بعد از کشتن تصادفی افراد گروهی مافیایی، فکر می‌کنند از طرف خدا برگزیده شده‌اند، و تصمیم می‌گیرند اعضای مافیا را یکی پس از دیگری به قتل برسانند، اما…

## بازیگران
- ویلم دفو
- شان پاتریک فلانری
- نورمن ریدس
- دیوید دلا روکو
- بیلی کانلی
- ران جرمی
- کوین چاپمن
- تروی دافی
- کارلو روتا
- دات جونز
- سرجیو دی زیو

## ساخت
دافی، که پیش از این هرگز فیلمنامه‌ای ننوشته بود، گفت که از تجربیات شخصی خود در هنگام زندگی با برادرش تیلور در لس آنجلس الهام گرفته است. فیلمبرداری اصلی در ۱۰ اوت ۱۹۹۸ در بوستون و تورنتو آغاز شد و در ۲۶ سپتامبر به پایان رسید.

## بازخوردها
- در وب‌سایت جمع‌آوری نقد راتن تومیتوز از رای۳۱ نقد منتقد، با میانگین امتیاز ۴٫۶ از ۱۰ مثبت است.[۴]
- در متاکریتیک که از میانگین وزنی استفاده می‌کند، بر اساس رای ۴ منتقد، امتیاز ۴۴ از ۱۰۰ را به فیلم اختصاص داد که نشان دهنده نقدهای «مختلط یا متوسط» است.[۵]